# Рагозіна (Гаринський міський округ)
Раго́зіна (рос. Рагозина) — присілок у складі Гаринського міського округу Свердловської області.
Населення — 16 осіб (2010, 19 у 2002).
Національний склад населення станом на 2002 рік: росіяни — 79 %.